# Kenneth More

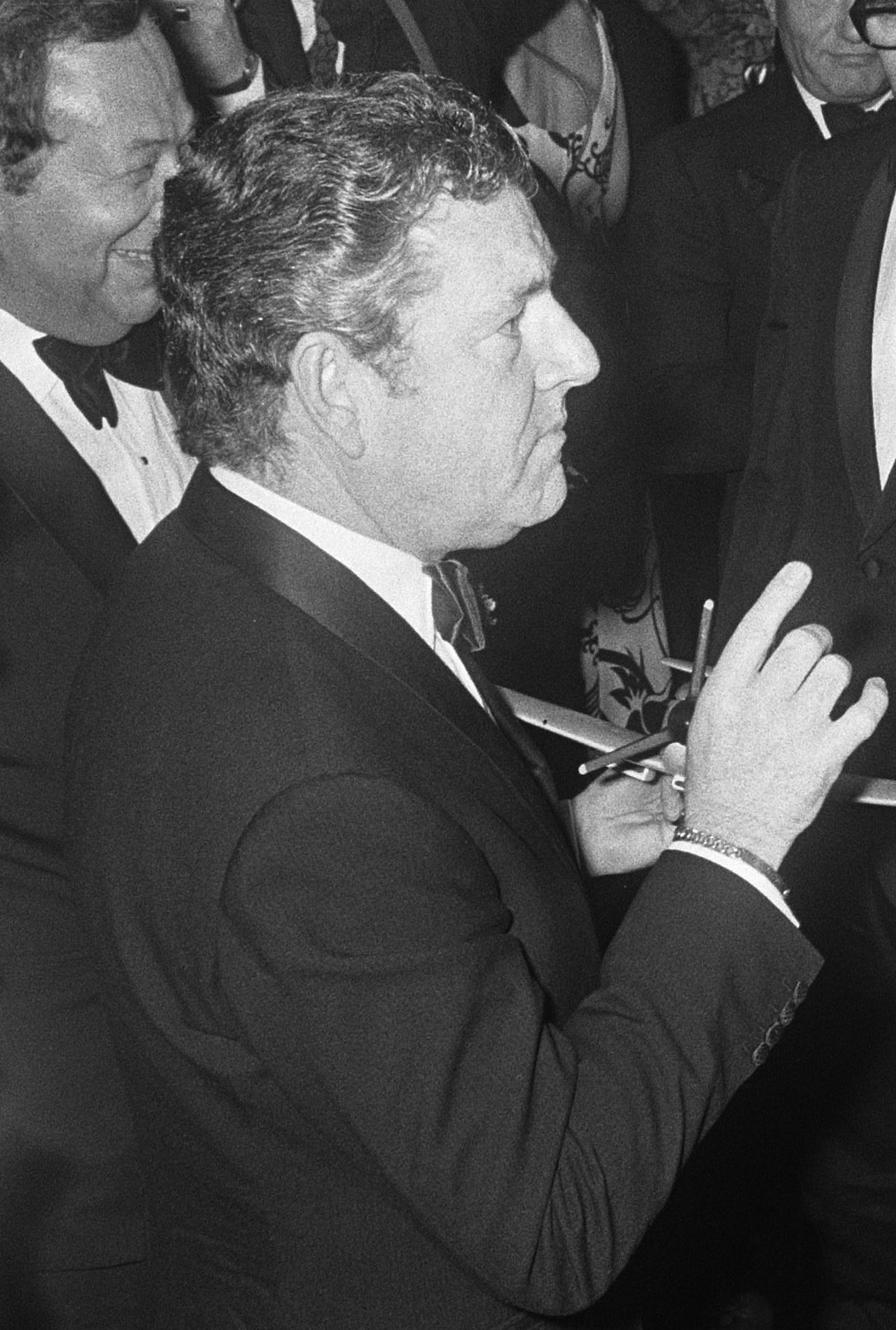
Kenneth More, 1969

Kenneth Gilbert More (* 20. September 1914 in Gerrards Cross, Buckinghamshire, England; † 12. Juli 1982 in London) war ein britischer Schauspieler.

## Biografie
Kenneth More wurde in der Bundesrepublik Deutschland vor allem durch seine Darstellung des „jungen“ Jolyon Forsyte in der 26-teiligen Fernsehserie Die Forsyte-Saga bekannt.
Er war dreimal verheiratet, von 1939 bis 1946 mit Beryl Johnstone, mit welcher er ein Kind hat. Mit Bill Barkby war More von 1958 bis 1968 verheiratet, aus dieser Ehe stammt ein weiteres Kind. Mit der Schauspielerin Angela Douglas war er von 1968 bis zu seinem Tod verheiratet. Kenneth More starb im Alter von 67 Jahren an der Parkinson-Krankheit.

## Filmografie (Auswahl)
- 1948: Scotts letzte Fahrt (Scott of the Antarctic)
- 1949: Mann im Netz (Man on the Run)
- 1950: Auf falscher Spur (The Clouded Yellow)
- 1950: Die Nacht begann am Morgen (Morning Departure)
- 1951: Die Reise ins Ungewisse (No Highway in the Sky)
- 1952: Brandy for the Parson
- 1952: Der gelbe Ballon (The Yellow Balloon)
- 1953: Es begann in Moskau (Never Let Me Go)
- 1953: Die feurige Isabella (Genevieve)
- 1954: Aber, Herr Doktor… (Doctor in the House)
- 1954: Lockende Tiefe (The Deep Blue Sea)
- 1955: Ferien mit Papa (Raising a Riot)
- 1955: Lockende Tiefe (The Deep Blue Sea)
- 1956: Allen Gewalten zum Trotz (Reach for the Sky)
- 1957: Zustände wie im Paradies (The Admirable Crichton)
- 1958: Sheriff wider Willen (The Sheriff of Fractured Jaw)
- 1958: Die letzte Nacht der Titanic (A Night To Remember)
- 1959: Brennendes Indien (North West Frontier)
- 1959: Die 39 Stufen (The 39 Steps)
- 1960: Es geschah in diesem Sommer (The Greengage Summer)
- 1960: Die letzte Fahrt der Bismarck (Sink the Bismarck)
- 1962: Auf zur Navy (We joined the Navy)
- 1962: Der längste Tag (The Longest Day)
- 1963: Die Karriere des Chick B. (The Comedy Man)
- 1967: Die Forsyte Saga (The Forsyte Saga) (Fernsehserie)
- 1968: Katanga (The Mercenaries)
- 1969: Fräulein Doktor
- 1969: Luftschlacht um England (Battle of Britain)
- 1969: Oh! What a Lovely War
- 1970: Scrooge
- 1974: Father Brown (Fernsehserie, 13 Folgen)
- 1976: Cinderellas silberner Schuh (The Slipper and the Rose)
- 1977: Phantastische Reise zum Mittelpunkt der Erde (Viaje al centro de la Tierra)
- 1979: König Artus und der Astronaut (Unidentified Flying Oddball)
- 1980: Eine Geschichte zweier Städte (A Tale of Two Cities)

## Auszeichnungen
- 1954 wurde er mit einem British Film Academy Award für seine Rolle in Aber, Herr Doktor… ausgezeichnet.
- 1955 gewann er den Coppa Volpi als Besten Darsteller in The Deep Blue Sea / Lockende Tiefe